# 小倉智昭のラジオサーキット
小倉智昭のラジオサーキット（おぐらともあきのラジオサーキット）は、ニッポン放送で2006年10月14日から2012年3月31日まで放送されたバラエティ番組である。

## 番組概要
ニッポン放送の2006年秋季番組改編にて、元日本テレビのアナウンサーであった福澤朗の冠番組である、『福澤朗ラヂオ☆スター』を終了させ、元来、ラジオ番組を受け持ちたかったとしていた、元テレビ東京アナウンサーである小倉にオファーして実現したラジオ番組で、小倉自身、『小倉智昭の夕焼けアタックル』（文化放送）終了以来7年振りのラジオ番組であった。また、同時間帯の裏番組に小倉と同時期に活躍していた、元TBSテレビのアナウンサーでフリーアナウンサーの久米宏、元文化放送のアナウンサーであるみのもんたと3つ巴で時間編成されており、ニッポン放送側も小倉へのオファー時は暗にその事をチラつかせて交渉していた。
番組構成は、「オトナの青春ラジオ」を番組コンセプトに、毎週「街」をテーマに大人の遊びを提案し、その町をランキング形式で紹介つつ、日替わりのリクエストテーマに沿った楽曲を流す構成であった。
その後、2009年時点のリーマン・ショックを端にした日本景気低迷による冠スポンサー等を含めた広告出稿引上げの煽りを受け、小倉・飯田以外のレギュラー出演者をやむなく降板させ、番組構成も大幅リニューアル。番組前半は音楽ランキングコーナー、後半はトークゲストを招いてテーマトークにて構成していた。
2012年3月31日で番組が終了し、同放送時間の後継番組に元読売テレビアナウンサー、報道局解説委員長であった辛坊治郎がパーソナリティを務める、『辛坊治郎ズーム そこまで言うか!』が開始。また、同番組のアシスタント等は飯田と2年後、再び増山が同時間帯を担当し、2017年9月末にて一旦レギュラー番組として終了したが、2020年4月にニッポン放送の編成都合で番組復活したが、辛坊の個人的イベントで番組を長期間欠席する事となり、小倉が辛坊の番組の代理パーソナリティを担当する事が決定し、9年振りに増山とゲスト以外で共演する事となる。
番組終了から約10年後の2022年10月17日19:00-21:50に『あれから10年～帰ってきた小倉智昭のラジオサーキット』を放送した。

## 出演者
番組終了時点

### パーソナリティ
- 小倉智昭（フリーアナウンサー）

### アシスタント
- 増山さやか（ニッポン放送アナウンサー）- 2009年4月4日 - 2012年3月31日

### リポーター
- 飯田浩司（ニッポン放送アナウンサー）- 2006年10月14日 - 2012年3月31日[注 4]

### アシスタント
- 杉崎美香 - 2006年10月14日 - 2009年3月28日

### リポーター
- 長田新 - 2006年10月14日 - 2009年3月28日
- 江藤麻由 - 2006年10月 - 2009年3月28日

#### ハッピータウンレポート
- 仲田真紀子 - 2008年4月5日 - 2009年3月28日
- 堀口智美 - 2008年4月5日 - 2008年8月2日
- 小山真理 - 2008年4月5日 - 2009年3月28日
- 徳武樹里 - 2008年10月4日 - 2009年3月28日
- 西村美月 - 2008年10月4日 - 2009年3月28日

### ニュースキャスター
以前は増田みのりや増山が担当していた。
- 勝山達志（ニッポン放送報道部デスク）

## 放送時間
※JST表記
- 土曜 13:00 - 16:00 - 2006年10月14日 - 2012年3月31日

### 放送時間変更等
2006年
- 10月7日：当初はこの日に番組開始する予定でだったが、2006年のパシフィック・リーグプレーオフ第1ステージ 西武ライオンズ×福岡ソフトバンクホークス 中継を組んだため、翌週の10月14日から放送開始に後ろ倒された。

2008年
- 2月23日：特別番組『俺たちのオールナイトニッポン40時間スペシャル』放送のため、休止。

2011年
- 3月12日：東日本大震災発生に伴い災害報道体制に移行し、ニッポン放送の通常番組編成が全て休止。但し、小倉はニッポン放送のスタジオに来訪し、災害報道番組を繋ぐため出演した。
- 4月9日：特別番組『ラジオ・チャリティー・ミュージックソン スペシャル 『I'm with U キミと、24時間ラジオ』』放送のため、休止。
- 7月23日：ショウアップナイタースペシャル　2011 マツダオールスターゲーム 第2戦 中継のため、14:00までの短縮放送。
- 9月10日：14:50から『サンドウィッチマンの東北魂 増刊号』、15:00から報道特別番組『東日本大震災から半年 生き抜くための防災・3つの原則』編成のため、14:50までの短縮放送[4]。
- 10月29日：2011 Jリーグヤマザキナビスコカップ 決勝 浦和レッドダイヤモンズ×鹿島アントラーズ 中継のため、休止。
- 11月5日：ショウアップナイタースペシャル　パシフィック・リーグ クライマックスシリーズ ファイナルステージ第3戦 福岡ソフトバンク×埼玉西武 中継のため、休止。
- 11月12日：ショウアップナイタースペシャル　日本シリーズ 第1戦 福岡ソフトバンク×中日ドラゴンズ 中継のため、休止。
- 11月26日：Jリーグラジオ　柏レイソル×セレッソ大阪 中継のため、13:55迄の短縮放送。
- 12月3日：Jリーグラジオ 浦和レッズ×柏レイソル 中継のため、15:25迄の短縮放送。

2012年
- 2月25日：プロ野球オープン戦 横浜DeNAベイスターズ×読売ジャイアンツ 中継のため、休止。

## タイムテーブル
放送終了時点
生放送につき、記載されている時間は目安。また、プロ野球、Jリーグ中継や特別番組で放送時間が1時間の
「濃縮バージョン（短縮放送）」となる場合は、幾つかのコーナーはカットされる
2011年10月12日から放送終了までは飯田扮する「ダースベ・イイダー」が登場し、報道部の放送ブースを間借りして細かいニュースを紹介する
「銀河系最新ニュース」コーナーが設定されていた
| タイムテーブル | タイムテーブル                                      | タイムテーブル |
| 時刻           | 内容                                                | 備考 |
| -------------- | --------------------------------------------------- | --- |
| 13:00.00       | オープニング                                        | 小倉、アシスタントの順で挨拶 |
| 13:10.00       | ニッポン放送ニュース                                | |
| 13:13.00       | オトナのためのオススメ音楽ランキング（前半パート1） | |
| 13:25.00       | ニッポン放送交通情報                                | |
| 13:27.00       | オトナのためのオススメ音楽ランキング（前半パート2） | |
| 13:55.00       | ニッポン放送天気予報                                | |
| 13:56.00       | ニッポン放送交通情報（警視庁）                      | |
| 14:00.00       | 2時台オープニング                                   | 13時台同様小倉、アシスタントの順に挨拶 |
| 14:04.00       | ニッポン放送ニュース                                | 13時台と同様 |
| 14:07.00       | オグラの小部屋                                      | |
| 14:27.00       | ニッポン放送交通情報（首都高）                      | |
| 14:29.00       | Zoom On!（後半戦）                                  | |
| 14:35.00       | オグラの小部屋                                      | 番組がピックアップしたゲストを迎えて話を伺う。 このコーナーのみ、事前収録の場合も有り                                                        |
| 14:45.00       | いなかびと                                          | リスナーの田舎ならではのエピソードを、小倉が方言混じりで読む。                                                                               |
| 15:00.00       | ニッポン放送ニュース                                | |
| 15:05.00       | 教えてオグちゃん!                                   | 『全国こども電話相談室』（TBSラジオ）の様に、子供リスナーからの 質問に小倉が答える 電話の際には親の同伴が必要である                          |
| 15:20.00       | スケベ川柳 小倉百人一句（いっくぅ〜）               | タイトル通り、下ネタを織り交ぜた川柳を募る                                                                                                   |
| 15:27.00       | ニッポン放送交通情報（首都高）                      | |
| 15:29.00       | オトナのためのオススメ音楽ランキング                | |
| 15:40.00       | スポーツサーキット                                  | 『ニッポン放送ショウアップナイター』の中継カードを紹介し、 場合によっては中継担当の スポーツ部所属のアナウンサーと電話中継でクロストークする |
| 15:48.00       | ニッポン放送ニュース・天気予報                      | |
| 15:51.00       | ニッポン放送交通情報（九段センター）                | |
| 15:54.00       | エンディング                                        | |

### 終了コーナー
- ナイスミドル応援団

番組冠スポンサーが主催する全国ナイスミドル音楽祭の紹介内包番組。東日本大震災発災以降、大会終了と共に終了
- 飯田浩司の曲出していこーー!!

2011年から開始した、他番組で行われるイントロクイズの趣向と違うイントロクイズ。同年9月をもって終了